# 파주 무건리 물푸레나무
파주 무건리 물푸레나무는 대한민국 경기도 파주시 적성면 무건리에 있는 물푸레나무이다. 약 150살 정도로 추정되며, 1982년 11월 9일 대한민국의 천연기념물 제286호로 지정되었다.

## 개요
물푸레나무는 껍질을 벗겨 물에 담그면 물을 파랗게 물들인다고 하여 붙여진 이름이다. 물푸레나무는 주로 따뜻한 곳에서 자라며, 우리나라, 일본, 중국, 만주, 우수리 등지에 분포한다. 꽃은 4∼5월에 피는데 꽃잎이 없고, 열매는 9월에 갈색으로 익는다. 물푸레나무는 다른 나무들과는 달리 가지치기를 싫어한다.
파주 무건리 물푸레나무는 물푸레나무 중에서 천연기념물로 처음 지정되었으며, 줄기가 위로 자라 마치 2층으로 된 듯한 모습을 하고 있다. 나무의 나이는 약 150살 정도로 추정되며, 높이는 15m, 가슴높이의 둘레가 3.29m인데, 특히 줄기가 굵다. ‘수작골’이라는 옛지명이 있으며, 이곳 언덕에 있다. 예전에는 경작지 한 가운데 있어 마을 사람들이 쉴 수 있는 정자목의 구실을 하였으나, 지금은 민가가 없어지고 군 사격장으로 바뀌었다.
파주 무건리 물푸레나무는 생활에 많이 사용된 물푸레나무로는 드물게 규모가 크고, 정자목으로 이용되는 등 생물학적·민속적 보존가치가 높아 천연기념물로 지정·보호하고 있다.

## 같이 보기
- 물푸레나무

## 참고 도서
- 문화재청, 《문화재이야기여행 천연기념물 100선 보관됨 2016-08-28 - 웨이백 머신》, pp32~36, 2016-03-31

## 참고 자료
- 파주 무건리 물푸레나무 - 국가유산청 국가유산포털